# Discipline (spécialité)
Pour les articles homonymes, voir Discipline.
Une discipline est une branche du savoir développée par une communauté de spécialistes adhérant aux mêmes pratiques de recherche.
On parle ainsi de discipline scientifique ou de discipline littéraire. Un certain nombre de disciplines sont entre les deux genres.
En sciences, les membres d'une discipline forment une communauté scientifique et adhèrent aux mêmes critères de démarcation assujettis à la réfutabilité.

## Définition d'une discipline en particulier
Une discipline est définie par l’ensemble des référentiels qu’elle utilise pour étudier un ensemble d’objets (dans la matrice ci-dessous, les pratiques sociales et individuelles sont des exemples d'objets).

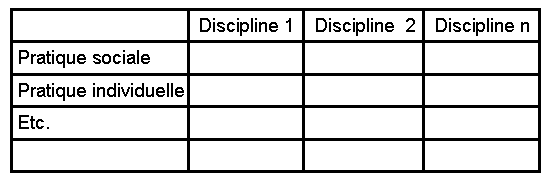
Exemple de tableau

Par exemple la sociologie va étudier telle dimension des pratiques sociales, la psychologie telle autre dimension des mêmes pratiques sociales dont le champ n'est donc pas « réservé ». L'anthropologie va étudier telle dimension des pratiques individuelles et la psychanalyse telles autres dimensions.
Raymond Aron définit la sociologie comme « ce que font les sociologues ». Baudouin Jurdant souligne que « depuis l'invention de l'expression «  économie politique » par Antoine de Montchrestien en 1615, on en trouve pratiquement une définition par auteur. »
Au début de la création d’une discipline, les chercheurs qui la créent doivent faire un effort important de définition afin d’obtenir la reconnaissance par les organismes idoines (selon les pays, CNU, CNRS, etc.). Puis la discipline va étendre ses champs d’intervention avec des arbitrages vis-à-vis des disciplines voisines.

## La discipline du chercheur
On peut parler de discipline du chercheur au sens où le chercheur, afin de produire un discours positif qui enrichisse la noosphère, doit discipliner :
1. Sa capacité à construire des dispositifs pour la recherche ;
2. L’usage de sa perception ;
3. La traduction de sa perception en discours, schémas, etc.

On emploiera plutôt le synonyme de « pratique rationnelle de la recherche ».